# Vladimír Roško
Vladimír Roško (* 17. September 1974) ist ein ehemaliger slowakischer Skispringer.
Roško startete ab 1993 im Skisprung-Continental-Cup. Nach guten Leistungen zu Beginn der Saison 1993/94 gab er am 4. Januar 1994 in Innsbruck sein Debüt im Skisprung-Weltcup. Von der Großschanze sprang er auf den 39. Platz. Bei der Skiflug-Weltmeisterschaft 1994 in Planica flog Roško auf den 37. Platz. Am 24. Januar 1998 gelang ihm in Oberstdorf mit dem 30. Platz beim Skiflug-Weltcup erstmals der Gewinn von Weltcup-Punkten. Bei der Skiflug-Weltmeisterschaft 1998 einen Tag später auf der gleichen Schanze kam er sogar auf den 26. Platz. Seinen vorerst letzten Weltcup sprang er am 8. März 1998 in Lahti. Die Saison 1997/98 beendete er schließlich auf dem 78. Platz in der Weltcup-Gesamtwertung. Seit 1998 spring Roško ausschließlich im Continental Cup sowie bei Springen im Rahmen des FIS-Cup. Im FIS-Cup ist ein 21. Platz 2009 im slowakischen Strbske Pleso sein bestes Ergebnis.
Vladimír Roško war neben seiner Skisprungkarriere auch Bürgermeister der slowakischen Gemeinde Likavka.